# 강대국

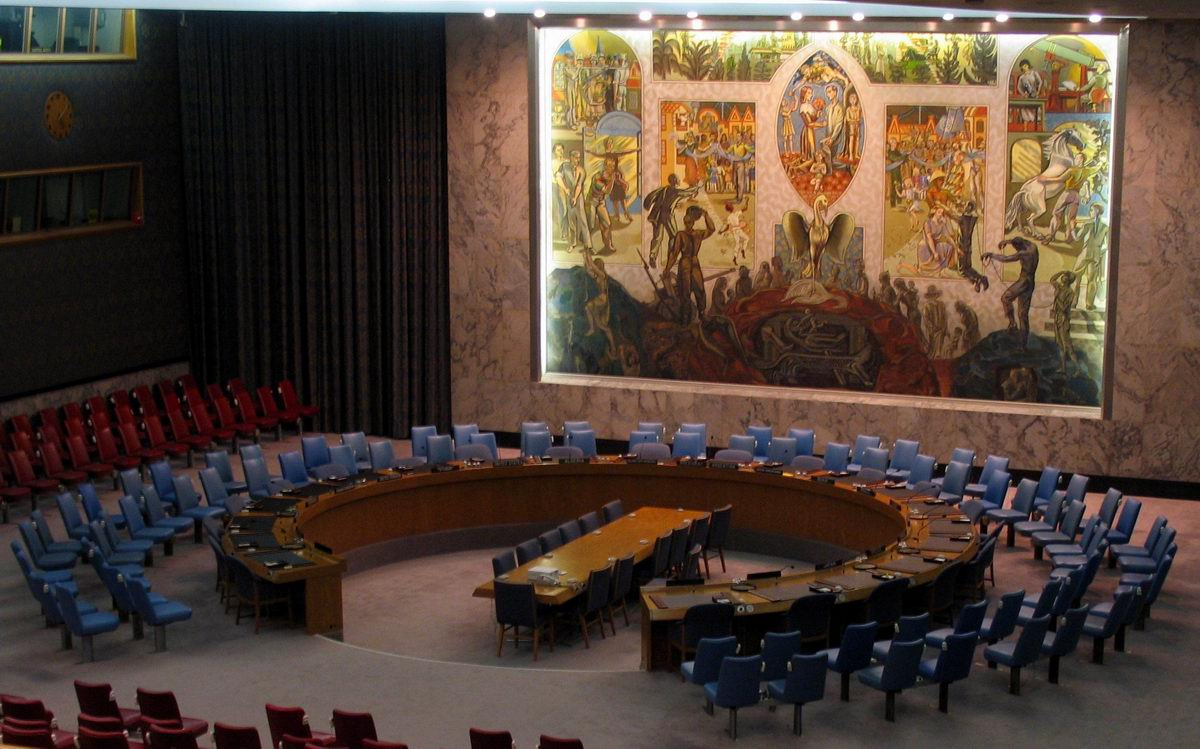
유엔 안보리의 상임이사국은 모두 국제정치적으로 강대국에 해당한다.

강대국(强大國, 영어: great power)은 국력이 강대하여 자국의 목적과 의지를 실현하는 경제적, 군사적, 문화적, 정치적 영향력을 지역을 넘어 전 세계에 행사할 수 있는 나라를 말한다. 영문으로 열강이라는 단어를 그대로 한자로 옮긴 것이며 열강과 같은 의미이다. 단수로 쓰이며 복수로 열강(列强, 문화어: 렬강)이라고도 한다.
강대국이라는 용어는 나폴레옹 전쟁의 종전처리 문제가 한창 논의되던 1814년에 처음 소개되었으며, 1815년 빈 회의를 통해 유명해졌다. 그러나 극초강대국이라는 용어가 냉전 종식 이후에 도입된 단어임에도 그 이전 시대에 큰 헤게모니를 가진 나라들에 종종 사용되듯, 강대국이라는 용어도 1815년 이전의 국가들에 대해서도 사용되기도 한다.

## 강대국의 성격
비록 아직까지 완성된 강대국의 정의는 없지만, 여러 학자들이 강대국을 규정하기 위해 노력해왔다.

### 국력 차원
'French Diplomacy in the Postwar Period'라는 저서에서 프랑스 역사학자 장-바티스트 뒤로젤은 '다른 어떤 타국과 맞서도 독립을 유지할 수 있는 국가'라고 말했다. 레오폴트 폰 랑케는 그의 글 'The Great Powers'(1833년)에서 '다른 어떤 타국, 심지어 그 동맹과 맞서서도 국가를 유지할 수 있는 나라'라고 말했다.
그러나 어떤 강국이 세계적인 주요 강국들 중 어떠한 하나와도 맞설수 있어야 그 나라가 강대국이라는 정의는 강대국간의 국력이 서로 동일하거나 비슷하다는 결론에 이르게 될 수 있으므로 국력의 차이가 있는 여러 강대국들이 공존하는 것을 설명하지 못하는 문제가 있다.

### 공간 차원
모든 국가는 이익, 행위, 전력 투사에 있어서 지리적인 범위가 있다. 이 지리적인 범위는 지역 강국과 강대국을 가르는 매우 중요한 요소이다. 지역 강국의 지리적 범위는 그 국가가 위치한 지역에 제한되어 있다. 강대국은 이러한 범위를 넘어서 존재하는 모든 국제 질서에 대한 실질적 영향력을 보유해야 한다. 아널드 J. 토인비는 강대국을 동시대의 사회(society, 토인비의 '사회'란 문화권과 비슷한 의미이며, 새뮤얼 헌팅턴의 '문명'과 비슷한 개념)의 가장 넓은 범위에 정치적 강제력을 발휘할 수 있는 것으로 정의하였다.
강대국은 이웃나라와 지역을 넘어선 세계적 범위의 상황에 관여할 수 있는 능력을 보유해야 하며, 이는 그 국가가 이미 세계적 범위에서 행위를 할 이유가 있다는 의미이므로 이 두가지는 연관되어 있다.

### 상황과 지위 차원
정치학자 조지 모델스키는 강대국의 조건으로 세계 어디라도 군사력을 투사할 수 있는 해군력을 꼽으면서도 '강대국은 권리와 의무로 짜여진 그물망 안에서의 강국들의 위치에 따라 규정된다.'고 하였다.
강대국은 어떠한 형식으로든 공식적으로 강대국으로서 인정될 필요가 있다는 견해도 있으며, 그렇지 않다면 묵시적으로라도 기존 강대국들에게 인정받아야다고 하는 견해도 있다. 또한, 어느나라가 여러 강대국의 요소를 갖추고 있다고 해도 그 국가가 스스로 강대국으로서의 행위를 하고자 의욕해야만하며 그렇지 않으면 강대국이 될 수 없다는 견해도 있다.
그리고 강대국은 그 시대의 정치적, 국제적 문제를 논의하기 위한 모임에 자신의 자리를 만들 수 있을 만큼의 영향력을 보유해야한다. 역사적으로 빈 회의, 베를린 회의, 베르사유 조약, 베스트팔렌 조약이 그런 모임이였다.

### 상식
강대국에 대한 합의된 정의에 대한 논의가 정리되지 않는 상황에서 신사실주의 국제정치학자인 케네스 월츠는 강대국은 그저 상식으로 누구나 판별할 수 있다고 말한다.
전지구적 영향력을 행사하던 강대국 체제에서 미소 양국의 초강대국 시대가 열리자 강대국 개념은 버려졌고, 다시 소련이 붕괴하자 마찬가지 일이 일어났다. 앞으로 '하나의 초강대국과 다극체제', '극초강대국' 혹은 어떠한 체제든 국제관계에서의 중요하게 여겨졌던 것들이 다른 것으로 바뀔 수도 있는 것이다.

## 같이 보기
- 강대국의 기준 - 주로 이탈리아를 강대국의 기준 국가라고 본다
- 지역 강국
- 중간국
- 초강대국
- 극초강대국